# Charles Pettit
Pour les articles homonymes, voir Pettit.
Cet article possède un paronyme, voir Charles Petit.
Charles Henri Jules Marie Pettit, né le 23 août 1875 à Melun et mort le 1er janvier 1948 dans le 7e arrondissement de Paris, est un homme de lettres, chroniqueur, journaliste et grand voyageur français.
Il est l'auteur de chroniques romanesques, humoristiques, frivoles, voire lubriques, inspirées par ses voyages en Chine, au Japon et en Russie.

## Ouvrages
- Déclassé ! (1904)
- Pays de mousmés, pays de guerre ! (1905)
- Le Chinois de Mademoiselle Bambou, roman sino-japonais (1907)
- Pétale de rose et quelques bronzes (1909)
- Dogme et félins, aventure d'un baron prussien au Japon (1910)
- L'Anneau de jade (1911)
- Aventures d'un Allemand au Japon (1918)
- Le Fils du Grand Eunuque, roman chinois (1920)
- Les Amours de Raspoutine, roman vrai (1921)
- Les Amours d'une impératrice et d'un délicieux jeune homme, roman (1922)
- L'Homme qui perdit son âme, roman tonkinois (1924)
- Monsieur Fifrelet et son bâtard, roman (1925)
- L'Impuissance d'un puissant général, roman chinois (1926)
- La Chinoise qui s'émancipe (1927)
- La Femme qui commanda à cinq cents millions d'hommes. Tseu-Hi, impératrice de Chine (1835-1908) (1928)
- Amours et aventures d'un condamné à mort (1946)

## Chee-Chee (1928), comédie musicale tirée duFils du Grand Eunuque
Richard Rodgers et Lorentz Hart, auteurs à succès de comédies musicales à Broadway dans les années 1930, dont A Connecticut Yankee et On Your Toes, s'essayèrent dans une nouvelle comédie expérimentale Chee-Chee basée sur la nouvelle de Charles Pettit, Le Fils du Grand Eunuque. Cet essai s'interrompit au bout de 31 représentations. Les raisons de cet échec sont multiples et incluent, outre la relative originalité de la partition musicale, la verdeur du thème, mal acceptée par le public américain. Le traitement sur le mode burlesque de sujets graves tels que le viol et la castration et la démesure du scénario furent cependant jugés intéressants par plusieurs critiques. Une nouvelle tentative fut faite en octobre 2002, à Londres, avec des moyens musicaux insuffisants et un résultat décevant.